# Little Wing
Little Wing – ballada rockowa napisana przez Jimiego Hendrixa i po raz pierwszy wydana na albumie Axis: Bold as Love w roku 1967. Poświęcona jest byłej dziewczynie Hendrixa, za którą tęsknił. Jak sam wyznał: „Little Wing była słodką dziewczyną, która odmieniła moje życie, a ja idiota nie potrafiłem tego docenić” [cytat z: „Jimi Hendrix: Dziecko Voodoo” 2010]. Utrzymana jest w tonacji es-moll. Utwór zajął 366. miejsce na liście 500 utworów wszech czasów magazynu Rolling Stone. Do podkreślenia tematu muzycznego w „Little Wing” Hendrixa zostały użyte dzwonki.

## Wersje innych wykonawców
- 1970 – Derek and the Dominos: Layla and Other Assorted Love Songs
- 1985 – Stevie Ray Vaughan: Soul to Soul(inne języki)
- 1987 – Sting: …Nothing Like the Sun
- 1987 – Tomasz Jaworski „Kciuk” i Czesław Niemen: A Little Wing(inne języki)[2]
- 1992 – Skid Row: B-Sides Ourselves
- 1999 – Nigel Kennedy: The Kennedy Experience(inne języki)
- 1999 – The Corrs: Unplugged(inne języki)
- 2008 – Cichoński/Riedel/Styczyński: Hey Jimi – Polskie gitary grają Hendrixa
- 2010 – Carlos Santana (feat. Joe Cocker) Guitar Heaven: Santana Performs the Greatest Guitar Classics of All Time